# Dějiny Mexika

Státní znak Mexika

Dějiny Mexika zahrnují dějiny dnešního severoamerického státu Spojených států mexických a také historický vývoj lidských společností žijících na stejném zemí před vznikem tohoto státu. Dějiny lidských společenství respektive společností se v případě území Mexika začínají asi před více než 25 000 lety. Z této doby jsou prokázány první archeologické nálezy dokazující přítomnost člověka. Dějiny samostatného Mexika se potom datují rokem 1821, kdy Mexiko získalo nezávislost na Španělsku.

## Předkolumbovské období

Chichén Itzá

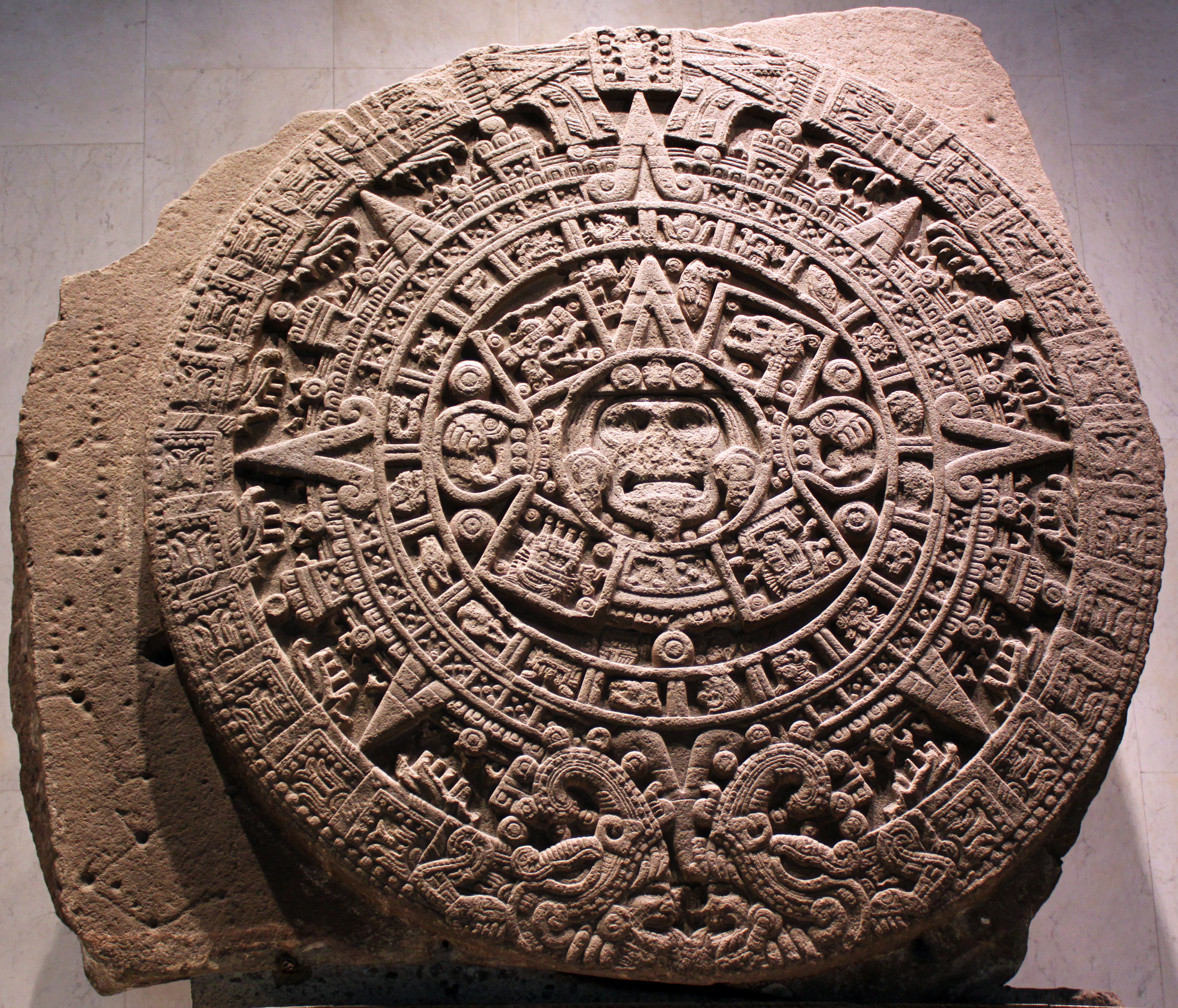
Sluneční kámen

Oblasti dnešního Mexika byly osídleny člověkem podle archeologických nálezů před asi 25 000 až 30 000 lety. V této době se jednalo o osídlení člověkem, jehož kultura odpovídala takzvané kultuře lovců a sběračů. Později, kolem let 5000 př. n. l. – 4000 př. n. l. se objevuje protoneolit a následně neolitická revoluce s hlubokými důsledky pro organizaci společnosti a kultury těchto lidských skupin. Kolem roku 2500 př. n. l. se objevuje nejstarší mexická keramika.
Za první mexickou civilizaci vůbec je považována olmécká kultura. Olmékové obývali především území kolem dnešního města Veracruz a v oblasti Tabasco. Ve 2. tisíciletí př. n. l. budovali rozsáhlé sakrální i profánní stavby a vynikali ve výstavbě monumentálních soch. Kulturní vliv Olméků pokračoval dlouho po rozkvětu jejich civilizace a ovlivnil například další severoamerickou civilizaci Mixtéků, kteří si kolem roku 300 př. n. l. postavili význačné kulturní a kultovní centrum a město Monte Albán s komplexem pyramid, chrámových staveb a obydlí pro kněze, kteří sehrávali v životě mixtécké společnosti významnou roli. Mixtékové vedle toho vynikali výrobou keramiky a především uměleckým spravováním stříbra, byli dobří zemědělci a řemeslníci.
Všechny tzv. mesoamerické civilizace vykazovaly celou řadu společných znaků. Jednalo se o společnosti s intenzívním zemědělstvím, se značnou sociální diferenciací, s hustým osídlením často městského typu, s organizovaným vojskem a se schopností výstavby složitých architektonických staveb. Podle archeologického výzkumu byly tyto civilizace historicky spjaté a navzájem se ovlivňovaly pomocí kulturní výměny.
Kolem roku 200 př. n. l. bylo založeno město Teotihuacán,které plnilo funkce náboženského a kulturního centra pozdní olmécké kultury a patřilo k nejvýznamnějším městským osídlením v Amerikách. V 8. století se odhaduje, že Teotihuacán měl rozlohu asi 25 km² a mezi 2.–10. stoletím je počet jeho obyvatel odhadován na 100 až 250 tisíc obyvatel. Srdcem města byl komplex několika pyramid, z nichž byly nejdůležitější pyramidy Slunce a Měsíce a Quetzalcoatlova pyramida.
V jižních oblastech poloostrova Yucatánu a dále také v oblastech Guatemaly, Salvadoru, Belize a Hondurasu se kolem 2. tisíciletí př. n. l. objevila další civilizace Mayů, která existovala celkem ve třech historických fázích až do roku 1519. Civilizace Mayů je všeobecně považována za nejvyspělejší civilizaci předkolumbovské Ameriky s vyspělou úrovní matematiky, kalendářem a logosylabickým písmem. V
9. století procházela mayská civilizace úpadkem. Příchod Toltéků vedl ale k následné renesanci a militarizaci mayské společnosti během 11. století. Centrem toltécko-mayské civilizace se stal Chichén Itzá na poloostrově Yucatánu. Toto město patřilo k největším centrům pozdní mayské civilizace, jejíž vliv expandoval do oblasti centrálního mexického údolí. Nicméně v případě Mayů se nejednalo o klasické městské osídlení, nýbrž téměř výlučně kultovní centrum. Z doby mayské civilizace se dodnes zachovalo několik kodexů (uloženy v Drážďanech, Paříži a Madridě) napsaných v mayském písmu na speciálním druhu papíru (huun), který tato civilizace znala od 5. století n. l. Většina mayského písemnictví padla za oběť španělských dobyvatelů, kteří v něm viděli pohanství.

### Aztécká říše
Konečně se v oblasti dnešního Mexika objevili na počátku 14. století Aztékové, kteří mezi rokem 1324–1325 založili město Tenochtitlán na ostrovech jezera Texcoco. První pokusy o expanzi ve 14. století nebyly pro Aztéky příliš úspěšné, proto se spojili se dvěma dalšími městy a rozšiřovali svojí moc do sousedních oblastí. Během počátku 15. století získal Tenochtitlán v rámci trojspolku nadvládu, což znamenalo, že se stal hlavním příjemcem tributu v podobě potravin, zlata, stříbra, vzácného peří ptáka quetzala a konečně lidských obětí, nikoliv že by vytvářel teritoriálně kontrolovaný a centralizovaný státní útvar. Podle odhadů Aztékové kontrolovali a dostávali tribut od asi 350 různých městských států a kmenů. Aztécká společnost byla charakterizována důrazem na roli náboženství (a kněží) a silnou orientací na válku a expanzi. Tyto dva jevy byly společně spojené, jelikož významným aztéckým bohem byl Huitzilopochtli, jež vyžadoval lidské oběti. Podle zpráv bylo například při vysvěcení jeho chrámu v roce 1486 obětováno na 20 000 zajatců. Také potřeba lidských obětí byla jedním z motorů aztécké expanze do sousedních oblastí. Aztécké rodiny byly organizovány do klanů, které obdělávaly půdu na základě obščinového způsobu. Vedle vojáků a kněží patřili k respektovaným členům společnosti obchodníci. Naopak otroci byli na nejnižším stupni společenské hierarchie a rekrutovali se jednak z válečných zajatců a nebo ze samotné aztécké společnosti (jako trest).

## Španělská kolonizace

### Dobytí Mexika

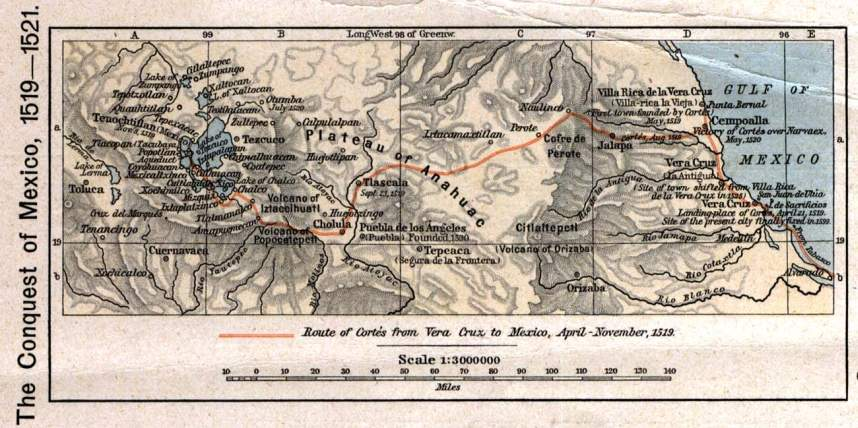
Dobytí Mexika v letech 1519–1521. Mapka zobrazuje trasu Cortésovy výpravy.

Po objevení Ameriky 12. října 1492 se Evropané, respektive Španělé, zaměřovali na objevování a kontrolu ostrovů v oblasti Karibského moře. Z osad na Hispaniole a na Kubě se západním směrem vypravovaly i po roce 1493 četné expedice, které začaly postupně mapovat pobřežní oblasti dnešní Floridy, Mexika a Střední Ameriky. V roce 1516 vyslal tehdejší guvernér na Kubě Diego Velázquez de Cuéllar do oblasti dnešního poloostrova Yucatánu a dále na sever. Snahy o vylodění a podniknutí expediční cesty do vnitrozemí ale narážely na odpor místních indiánů. Velázquez následně pověřil vedením nové výpravy svého osobního tajemníka Hernána Cortése, který v únoru roku 1519 s výpravou asi 500 mužů zamířil do oblasti dnešního Mexika. Když v dubnu 1519 posádka zakotvila na vhodném místě, založil zde Cortés první evropské město na americkém kontinentě Veracruz. Odsud se potom Cortés se svými vojáky vydal směrem k centru Aztécké říše Tenochtitlánu.
Aztécký panovník Montezuma II. od počátku váhal, jak se má k novým vetřelcům postavit. Aztékové měli nad Španěly početní převahu, nicméně technologická převaha byla na straně Španělů, kteří měli vedle koní také střelné zbraně. Aztékům nebylo z počátku jasné jestli se jedná o příchod bohů nebo jejich poslů. Když Cortés 8. listopadu 1519 do Tenochtitlánu dorazil, uvítal ho Montezuma přátelsky a ubytoval ho ve svém paláci. Cortés brzy využil situace a Montezumu zajal a snažil se tím získat výhody vyplývající z držení vzácného rukojmí. V této době byla už nejenom otřesená pozice Cortése ve vztahu k místnímu obyvatelstvu, které se nechtělo podvolit jeho požadavkům na uznání suverenity španělského krále, ale i ve vztahu ke guvernérovi Velázquezovi, který proti Cortésovi poslal trestnou výpravu. V této situaci vypuklo v Tenochtitlánu povstání a Cortés musel město za velkých ztrát (Noche Triste) opustit.
Když se Cortésovi podařilo upevnit si pozici a získat nové posily včetně několika děl, vydal se na nové tažení proti Tenochtitlánu, který oblehl v roce 1521 a 13. srpna 1521 ho dobyl. Oba poslední aztéčtí panovníci a nástupci Montezumy, který zemřel už v roce 1519, zahynuli. Na troskách města Cortés založil nové město a nazval ho Mexikem (Mexico). Následně se španělští conquistadoři zaměřili na kontrolu území sousedících s centrem Aztécké říše na severu i na jihu a dále na objevování pobřeží Tichého oceánu a rozsáhlých oblastí ve střední Americe. Roku 1530 Španělé ovládli dřívějšího aztéckého konkurenta Taraskánské království, v letech 1523–1697 dobyli a rozvrátili všechny mayské státy na jihu Mexika a na území dnešní Guatemaly.
Do 40. let 16. století představoval nejvýraznější osobnost španělské conquisty v Mexiku Hernán Cortés, nicméně jeho zájmy se dostávaly do konfliktu se zájmy Koruny, které od roku 1535 představoval místokrál Nového Španělska Antonio de Mendoza. Mendoza byl z titulu své funkce Cortésovým nadřízeným a snažil se o vybudování koloniální správy, která by chránila na prvním místě zájmy Koruny (jako jsou daně, těžba drahých kovů, ochrana indiánské pracovní síly). Tyto zájmy byly často v rozporu se spíše soukromými zájmy prvních conquistadorů. Samotný Cortés se v roce 1540 rozhodl opustit Nové Španělsko a vrátil se do vlasti, kde v roce 1547 zemřel. Díky tomu, že Koruna projevovala o efektivnější kontrolu nově dobytých oblastí stále větší zájem, byla první generace conquistadorů postupně nahrazována novým systémem koloniální správy v podobě místokrálovství, generálních kapitanátů a audiencií. Polofeudální systém encomiendy byl nahrazen repartiementem a konečně haciendou, orientovanou na produkci koloniálního zboží. Neméně významnou byla vedle činnosti Koruny, činnost katolické církve v oblasti evangelizace indiánského obyvatelstva a v oblasti vzdělávání a importu evropské kultury vůbec.

### Nové Španělsko od poloviny 16. století do konce 18. století
Oblasti zahrnující dnes Mexiko byly organizovány do jednoho místokrálovství s názvem Nové Španělsko (Nueva Espaňa, 1535). Španělské panství v Mexiku nebylo v žádném případě teritoriálně ustáleným jevem nebo jednotkou. Koloniální expanze pokračovala během celého 16. i v 17. století, a to především směrem na sever do oblastí dnešních Spojených států a dále na jih do Střední Ameriky. Součástí Nového Španělska byla i Španělská Východní Indie (dnešní Filipíny a pacifické ostrovy Mariany a Karolíny), mezi Manilou a Acapulcem fungovala tzv. manilská galeona, která dovážela zboží z asijského Dálného východu do Ameriky a následně se dostávalo do Španělska.

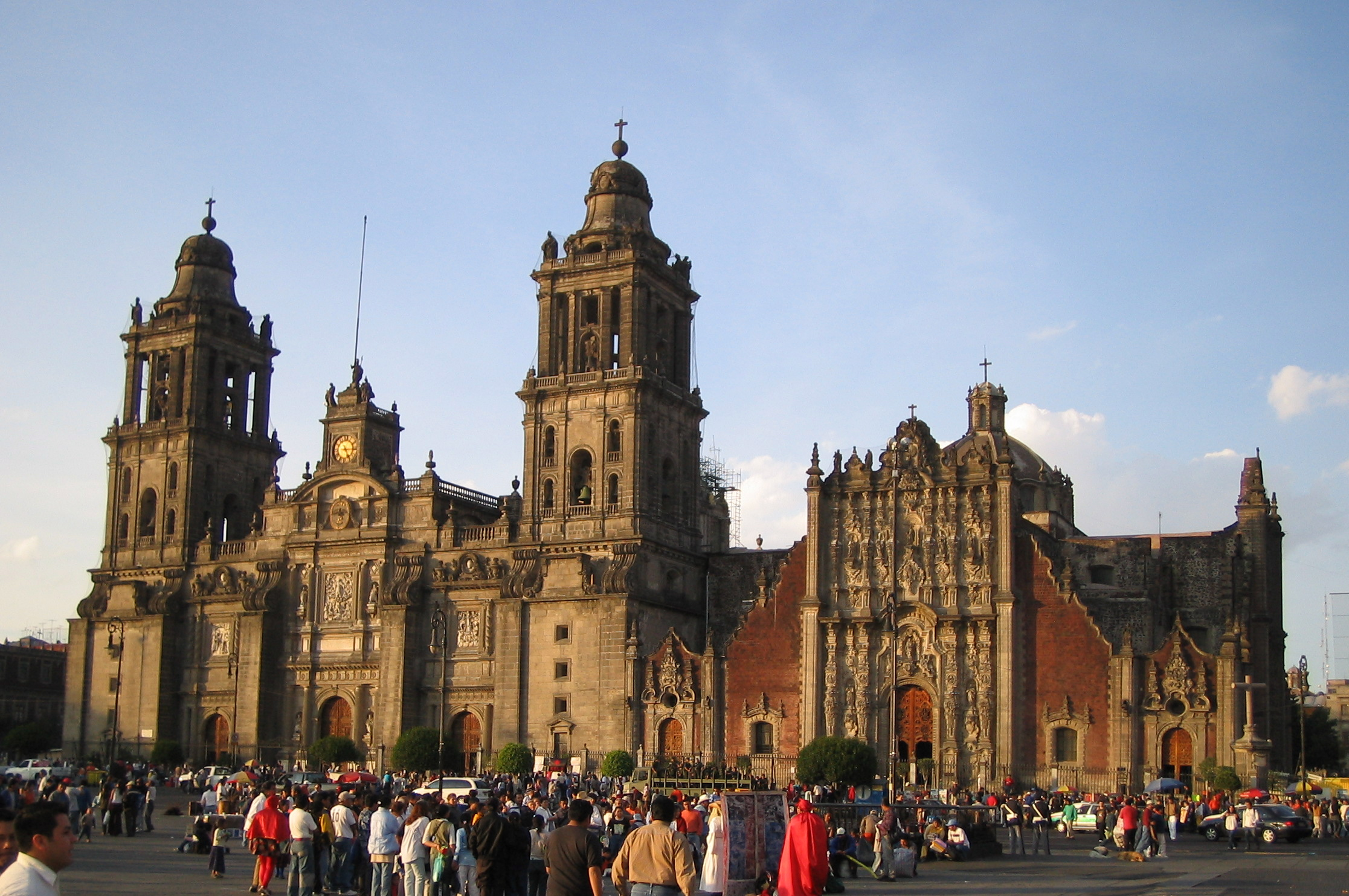
Metropolitní katedrála v hlavním městě Mexika byla postavena na troskách aztéckého Tenochtitlánu jako symbol nové víry.

Centrem v podstatě celé severoamerické části španělských kolonií byla oblast dnešního hlavního města Mexika (Ciudad de México), kde sídlily nejvýznamnější koloniální instituce jako byl místokrálovský dvůr, Královská a pontifikální univerzita a metropolitní biskupství (1530) a později arcibiskupství (1546). Podobně jako v jiných oblastech pod kontrolou Španělska podléhala koloniální správa centrálním úřadům se sídlem ve Španělsku (Kontratační úřad a Rada pro Indie). Koloniální společnost charakterizovalo rasově založené a segregační rozdělení společnosti na republiku Španělů a republiku indiánů. Obě tyto skupiny byly dále vnitřně diferencovány a platily v nich rozdílné zákony. Ve všech aspektech ale platilo, že republika indiánů byla podřízená republice Španělů.
Počáteční fáze conquisty brzy přešla pod větší kontrolu Koruny, která se pokusila stanovit pevná pravidla pro uspořádání kolonií v Americe tzv. Novými zákony (Leyes Nuevas, 1542), které doplňovaly starší Zákony z Burgosu (Leyes de Burgos, 1512), nicméně tyto snahy narážely na odpor conquistadorů a později také na odpor místních kreolských elit. Vzhledem ke vzdálenosti od metropole a úrovni tehdejší komunikace byla vymahatelnost zákonů a pravidel spíše problematická.
Během 17. století se koloniální správa konsolidovala a přešla do období stagnace, která byla spojena s postupným hospodářským a politickým úpadkem metropole. Nejvýrazněji se koloniální správy dotkly tzv. bourbonské reformy 18. století, které se snažily reflektovat osvícenské změny ve vládní praxi a snažily se také o oživení hospodářství. V rámci těchto reforem vznikly nové správní jednotky nazvané intendencie (1786) v čele s intendantem, jehož hlavními úkoly byly nově specifikovány – patřilo k nim například zhotovení nových topografických map, příprava ekonomických studií pro danou oblast, šíření vědeckých a technologických informací v oblasti atp. Ke změnám došlo také na úrovni centra, které zrušilo Radu pro Indie a nahradilo ji Sekretariátem úřadu Indií (Secretaría del Despacho de Indias).
Místokrálovství Nové Španělsko bylo samozřejmě záhy integrováno do koloniálního hospodářství, ve kterém dominoval alespoň v jeho první fázi především zájem na těžbě drahých kovů. Naleziště v Zacatecas (1548) poskytovalo Španělům obrovské množství stříbra, ale na jeho ochranu bylo nutné vynakládat nemalé úsilí, jelikož v oblasti žili nepřátelští Chichimékové, kteří přepadali španělské konvoje se stříbrem a ohrožovali španělské doly. V letech 1650–1750 však došlo ke stagnaci v oblasti těžby stříbra v Novém Španělsku, které nebylo schopné z různých důvodů konkurovat produkci s Peru. Vedle stříbra se koloniální hospodářství orientovalo na zemědělskou výrobu, z níž byla část určena pro zámořský trh (jako produkce barviv, později cukrová třtina a tabák) a část na místní trh (dobytek, obilí atp.). Těžba a zisky z ní, stejně jako obchodní činnost byly téměř výhradně v rukou bělochů (Španělů nebo kreolů).

## Nezávislost Mexika
Přes pokusy o reformu koloniální správy i hospodářství se odcizení mezi lokálními kreolskými elitami a metropolí během 18. století spíše prohloubilo. Svůj vliv mělo několik faktorů. Na prvním místě to byl vliv osvícenské politické filozofie v koloniích, které podporovalo kreolské snahy o větší samosprávu a svobody, na dalším místě to byla skutečnost, že i reformní bourbonský systém pokračoval v diskriminační politice vůči kreolům, kteří měli v koloniích až sekundární postavení za Španěly ze Španělska. Dále šlo ale i o otázku hospodářské závislosti na Velké Británií, která v této době kontrolovala většinu obchodu mezi španělskými koloniemi a metropolí. Kreolské elity se v 18. století postupně kulturně přeorientovaly na Francii a Británii. Bezprostřední vliv měly napoleonské války ve Španělsku, které podlomily moc Bourbonů v metropoli, a samozřejmě také americká a francouzská revoluce a myšlenka suverenity lidu.
Pod vlivem těchto událostí vznikla v roce 1810 ve městě Queretáru spiklenecká junta, jejímž cílem bylo připravit povstání proti Španělům. Ke juntě se mimo kreolských politiků a úředníků přidal také kněz Miguel Hidalgo y Costilla, jehož četba osvíceneckých autorů a znalost poměrů mezi vesnickým obyvatelstvem přivedly na stranu kritiků koloniální závislosti. 16. září 1810 vydal Hidalgo provolání nazvané Provolání z Dolores (Grito de Dolores), ve kterém žádal navrácení země indiánským obcím, boj proti Španělům a jejich daním, ochranu náboženství a zrušení otroctví. Právě první zmíněný bod o navrácení země indiánským obcím dal hnutí za nezávislost masovou podporu. Vzápětí došlo k otevřenému konfliktu se španělskými jednotkami, který vyvrcholil porážkou Hidalga a jeho popravou v roce 1811. Konflikt ale Hidalgovou smrtí zdaleka neskončil a obrátil se v partyzánskou válku, která trvala s různou intenzitou až do roku 1821, kdy se zdálo, že návratem bourbonského krále Ferdinanda VII. dojde také ke stabilizaci kolonií. Kompromisem v tzv. Plánu z Igualy, kde se velitel španělských koloniálních jednotek generál Agustín de Iturbide dohodl s vůdcem partyzánů Vicentem Guerrerou, se Nové Španělsko mělo stát konstituční monarchii s katolickým panovníkem na trůně. Plán počítal s vytvořením prozatímní vlády a stanovením regenta, stejně jako se sjednocením kreolů a Španělů. Tento Plán si získával stále větší podporu a vyjadřoval stále relativně loajální postoje kreolských elit k metropoli a systému, který v řadě případů zaručoval jejich privilegované postavení v koloniální společnosti. S Plánem ale nesouhlasil Madrid, což vedlo k dalšímu konfliktu, který v podstatě vyřešil nový místokrál Juan O Donujú uznáním nezávislosti Mexika tzv. Smlouvou z Cordóby v srpnu roku 1821.

## Mezi republikou a monarchii
V době boje o nezávislost na Španělsku se mezi mexickými elitami projevila tendence osamostatnit zemi ale ponechat její státní zřízení ve formě monarchie popřípadě konstituční monarchie. Ve stejné době k něčemu podobnému došlo v Brazílii, která byla změněna v monarchii (císařství). V programu mexické junty se tento trend zřetelně projevil. Plán z Igualy (1821) počítal s tím, že dojde k ustanovení prozatímní vlády a na místní trůn bude dosazen panovník z katolické dynastie (nejspíše z rodu španělských Bourbonů), avšak plán se nesetkal s pochopením ve Španělsku. Myšlenka nezávislosti byla natolik silná, že se tím došlo v podstatě k vyšachování španělského panovníka ze hry.
Generál Agustín de Iturbide ve stejné době upevnil svoji pozici a když došlo v roce 1821 k uznání nezávislosti Mexika, Iturbide využil svoje postavení a podporu v armádě i mimo ni, aby se prohlásil mexickým císařem. K příklonu k císařství došlo pomocí dotazníku, který Itúrbide rozšířil mezi významné vojenské a civilní hodnostáře. Korunovace císaře Agustína I. se konala v mexické katedrále v roce 1822, avšak zdaleka ne všichni byli spokojeni s Mexikem jako císařstvím.

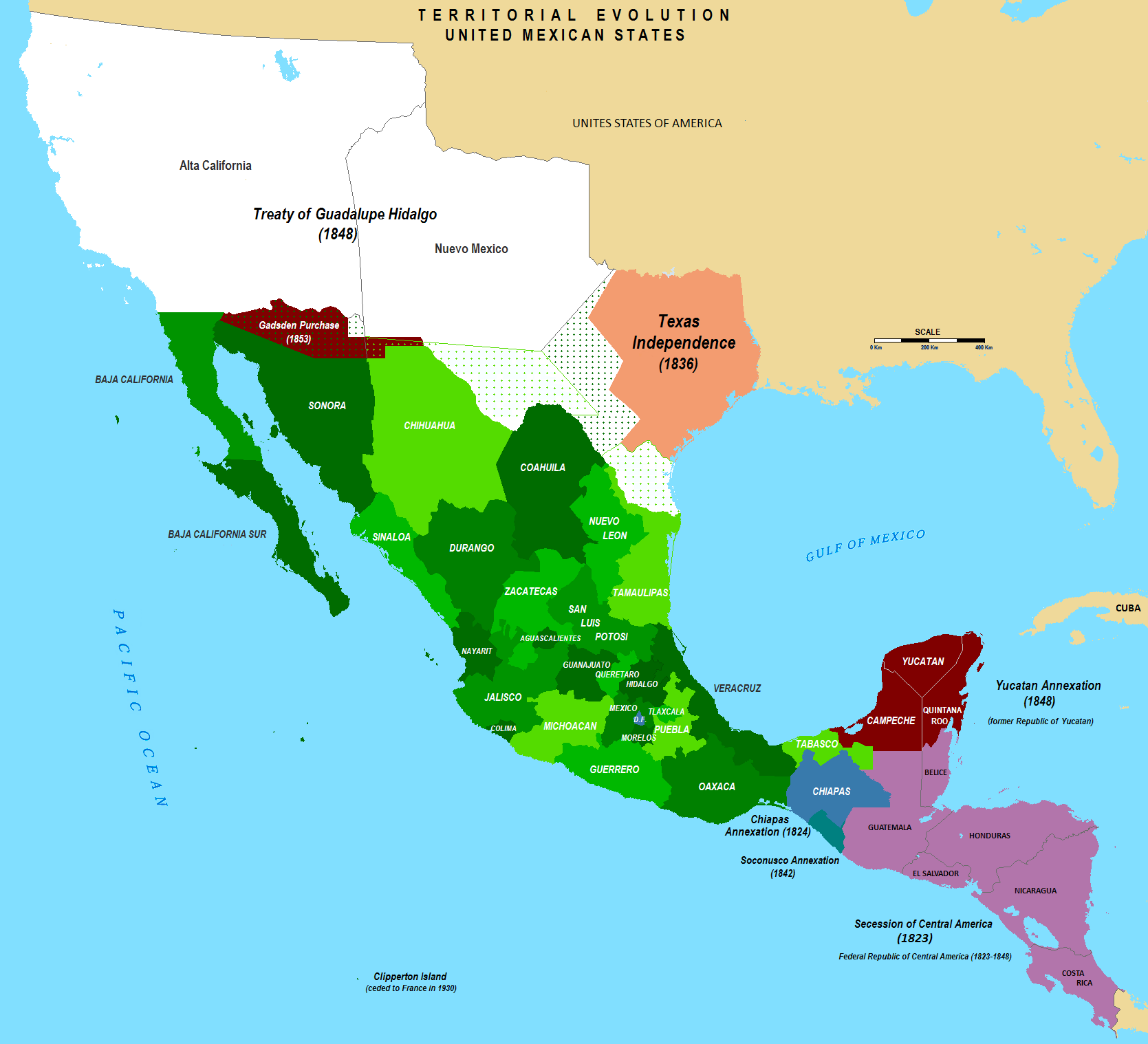
Teritoriální vývoj Mexika po dosažení nezávislosti až do současnosti (1821–2009).

Bývalé Nové Španělsko v této době zaujímalo mimo oblastí dnešního Mexika také značnou část dnešního jihozápadu USA a především oblasti Střední Ameriky (jako jsou dnešní Guatemala, Belize, Nicaragua atd.). Záhy se ale ukázalo, že není reálné udržet kontrolu především nad periferiálními oblastmi ve Střední Americe. Územní i politická desintegrace císařství samozřejmě posilovala republikánskou opozici. Hned v roce 1822 se proti Iturbidemu veřejně postavil Antonio Lopéz de Santa Anna. Ten spolu s dalšími republikány volal po Iturbidově abdikaci a po republice. Pozici císaře nepodporovala ani další skutečnost: mezinárodně politicky byla pozice Mexika velmi slabá a samostatnost země nebyla uznána většinou evropských zemí. Když nebyl Iturbide schopen platit svým vojákům žold a středoamerické provincie vyhlásily nezávislost (jako tzv. Spojené provincie Střední Ameriky) na císařství, nabídl Iturbide svoji abdikaci, která ale nebyla kongresem přijata. Kongres totiž anuloval samotnou volbu Iturbideho jako císaře, aby dosáhl delegimitizováni císařství jako formy vlády. Iturbide odešel do exilu, ale v roce 1824 se na popud mexických konzervativců do Mexika vrátil, byl ale záhy zatčen a 19. července 1824 popraven.
V době Iturbideho smrti byla situace v Mexiku velice nestabilní. Zdálo se, že španělské síly se revitalizovaly a mají zájem na znovuzískání Mexika pod svou kontrolu. Dalším problémem byl zásadní rozpor mezi dvěma skupinami republikánů, z nichž jedni dávali přednost federativnímu uspořádání země a druzí hierarchicky centralistickému. Také ekonomicky byla země velmi nestabilní, jelikož ztratila koloniální hospodářské vazby a byla poničena válkou. Republika se tak potýkala s celou řadou dalších vnitřních problémů, z nich nejzávažnější se jevily desintegrační tendence v některých mexických státech.

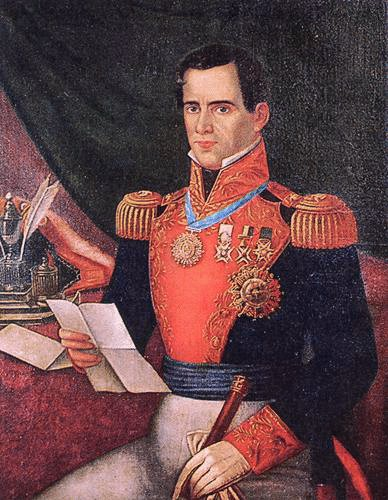
Generál Antonio López de Santa Anna (1794–1876) ovlivňoval mexickou politiku po většinu 30. a 40. let 19. století.

Od začátku 30. let 19. století se nejvýznamnějším mexickým politikem stal generál A. Lopéz de Santa Anna, jež byl prezidentem republiky celkem jedenáctkrát, a to mezi léty 1833–1855. Počet jeho prezidentských termínů dobře ilustruje nestabilní politickou situaci v jaké se Mexiko nacházelo. Většina jeho prezidentských termínů byla přerušena vojenskými puči nebo povstáními. Sám Santa Anna se k moci často dostával pomocí dalších pučů. Santa Anna musel například hned na počátku jednoho ze svých prvních prezidentských období řešit dezintegrační snahy na severu země, v regionu Coahuila y Tejas ale i na jihu země ve státě Yucatán a dalších. Situace na severu přerostla do otevřeného válečného konfliktu, ve kterém byla vojska Santa Anny v roce 1836 poražena a tím byla potvrzena nezávislost republiky Texas. Stejně neúspěšný byl v epizodickém válečném konfliktu s Francii v roce 1838 nazývaným často jako 'moučníková válka' či první francouzská intervence v Mexiku. Příčinou tohoto konfliktu byl především mexický dluh vůči Francii a otázky jeho splácení. Když se Santa Anna stal v roce 1839 znovu prezidentem, postavila se proti němu část armády, a to i přesto, že se snažil moc si udržet spíše diktátorskými praktikami. V roce 1846 vyhlásily Spojené státy americké Mexiku válku, jejímž cílem bylo začlenění severních provincií Mexika pod kontrolu USA. Ani v tomto konfliktu (mexicko-americká válka) nebylo Mexiko úspěšné a v jeho důsledku ztratilo velká území na severu (jako Horní Kalifornie, Nové Mexiko a další).
Nezávislost Yucatánské republiky na poloostrově Yucatán byla vyhlášena počátkem roku 1846, ale nový stát oslabilo velké povstání Mayů proti vládnoucím bílým Kreolům. Centrální mexické jednotky nastolily v zemi pořádek (i když menší vzpoury Mayů trvaly až do začátku 20. století) a v roce 1848 byl Yucatán znovu a již definitivně připojen k Mexiku.

## Liberální republika
V důsledku porážky a územních ztrát v mexicko-americké válce byla vojenská diktatura generála Santa Any značně oslabena. Liberálové na jihu země se postavili proti stávajícím pilířům režimu církvi a armádě (resp. důstojníkům) už v roce 1845 a porážka v roce 1847 jejich snahy ještě posílila. Nakonec se ke vládě v Mexiku dostali v roce 1855, kdy vytvořili relativně silnou vládu, která si kladla za cíl provedení řady reforem. Jedna z nich se týkala uvolnění stávajících vlastnických vztahů (tzv. ley Lerdo) a nejvíce ovlivňovala majetkové vztahy církevních korporací. Snahy aby tato reforma vedla k lepší distribuci vlastnictví půdy se ale nesplnila a uvolněná půda či další majetek tak ve skutečnosti přešel do rukou bohatých majitelů haciend, důstojníků nebo finančníků. Liberálům se nepodařilo získat podporu lidových vrstev, zejména pro svoje antiklerikální názory, ale také proto, že jejich program nabízel jen málo k řešení skutečných problémů venkova. Konečně nová ústava vyvolala velký odpor v církvi a vůbec v konzervativním táboře. Odsoudil ji dokonce i papež Pius IX. V roce 1857 tak vypukl otevřený konflikt mezi liberály a konzervativci. Ti kontrolovali hlavní město a některé provincie na jihu země. Tříletá válka o reformu zemi velmi vyčerpala. Tehdejší prezident Ignacio Comomfort v roce 1858 odstoupil a byl nahrazen liberálním právníkem Benitem Juarézem, jež se stal prvním prezidentem Mexika (i Latinské Ameriky) indiánského původu. V téže době mělo ale Mexiko paralelní konzervativní vládu. Přestože se Juarézovi podařilo zkonsolidovat svojí vládu, dostat pod kontrolu hlavní město a federativní státy, musel čelit finančním problémům, vyplývajícím ze zahraničních půjček a jejich splátek. Ve stejné době konzervativci obnovili staré restaurační pokusy z doby Itúrbideho a chtěli z Mexika učinit konstituční monarchii, a to za podpory některých evropských finančních kruhů a francouzského císaře Napoleona III.

## Druhé mexické císařství a návrat republiky

### Francouzská intervence
Finanční problémy a problematická ekonomická situace Mexika po prohrané válce z roku 1847 vedla k tomu, že se Juarézova vláda dostala do situace, kdy musela v roce 1861 čelit vojenské intervenci, která měla donutit Mexičany splácet svoje dluhy silou. Za intervencí stály vlády Velké Británie, Španělska a Francie. Odlišné zájmy těchto věřitelských zemí ale dokázal Juaréz dobře využít, takže se mu podařilo přesvědčit vlády Británie a Španělska aby stáhly svoje vojska. Francouzi se ale nehodlali stáhnout a pokračovali v tažení na hlavní město. V roce 1863 se zdálo, že je francouzský postup v Mexiku úspěšný. V červnu se sešla nejvyšší junta, ve které byli zástupci konzervativců a po několikaměsíčním jednání se dohodla na tom, že nejlepší státní forma pro zemi bude konstituční monarchie. Ve stejné době oslovili francouzští diplomaté s nabídkou koruny bratra rakouského císaře Františka Josefa I. arcivévodu Ferdinanda Maxmiliána. Ten po setkání se zástupci junty korunu přijal a 16. června 1864 připlul do Mexika.

### Mexické císařství

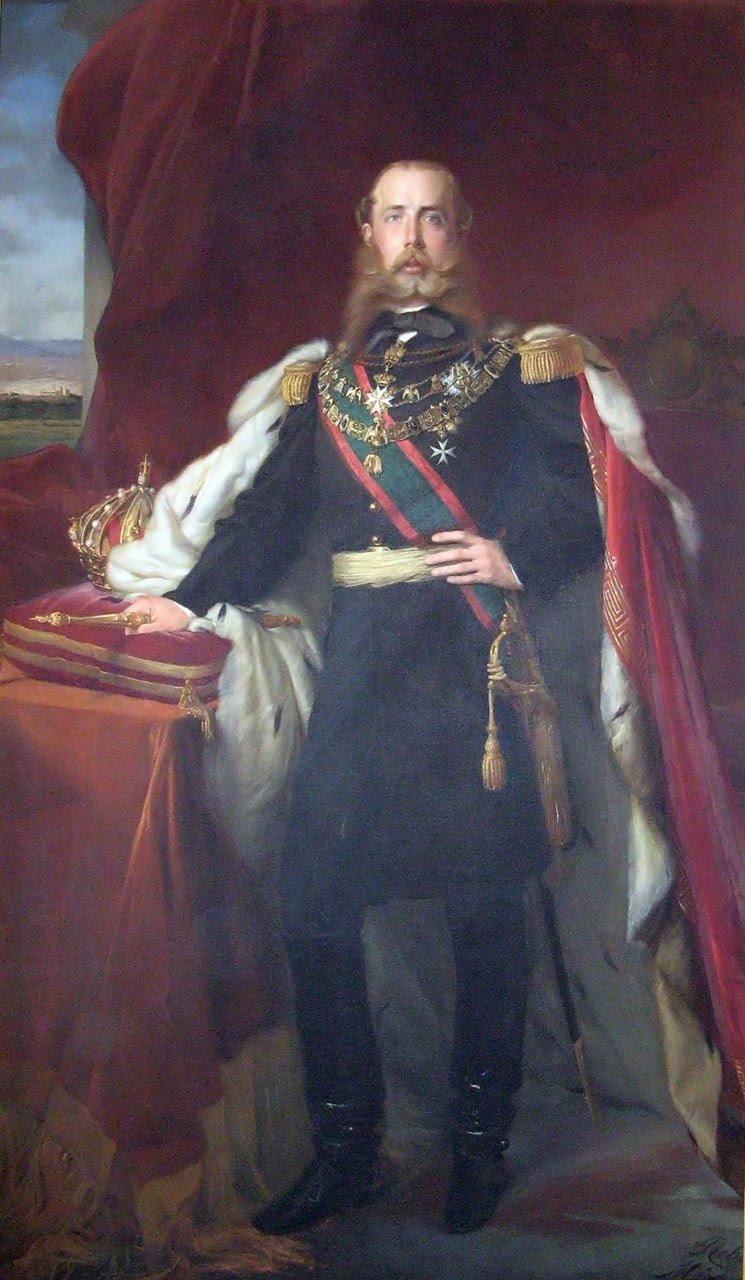
Rakouský arcivévoda Ferdinand Maxmilián se stal v roce 1864 mexickým císařem Maxminiánem I. Portrét od F. Winterhaltera.

V době Maxmiliánova příjezdu do Mexika francouzská intervenční armáda kontrolovala asi kolem 75% obyvatelstva Mexika. Prezident Juaréz byl nucen ustupovat tlaku interventů, podařilo se mu ale uprchnout na sever do města Monterrey, odkud znovu navázal kontakty s některými ze svých stoupenců na okupovaných územích Mexika. Záhy se projevila řada problému, se kterými se monarchistická strana respektive Francouzi museli potýkat. Na prvním místě to byly zájmy jiných velmocí, a to především Londýna, který nepodporoval rozšíření francouzského vlivu v Latinské Americe. Severní soused Mexika, Spojené státy, neviděly ve francouzské politice v Mexiku nic jiného než porušení Monroeovy doktríny a tedy vměšování Evropanů do amerických záležitostí. Konečně se záhy ukázalo, že Maxmiliánovy politické názory jsou pro mexické konzervativce (nyní monarchisty) příliš radikální, respektive liberální, takže císař se tak dostal do politické izolace a jeho vláda stále více závisela jen na francouzské intervenční armádě. Dobrým příkladem jsou Maxmiliánovy dekrety z roku 1865, jež se týkaly záležitostí katolické církve. Dekrety sice uznaly postavení katolictví jako státního náboženství ale na druhé straně nezakazovaly jiné náboženské konfese. Vedle toho nedošlo k navrácení majetku církve, který ztratila díky liberálním reformám před deseti lety. Ty byly potvrzeny, což v konzervativní interpretaci znamenalo, že Maxmilián potvrdil politiku liberálů vůči katolické církvi a vedlo k tomu, že ztratil podporu církve i papeže Pia IX.
V roce 1866 se situace obrátila ve prospěch Juaréze, který měl podporu řady latinskoamerických vlád, dobrovolníků a nakonec i v USA, kde právě skončila občanská válka. Spojené státy poskytly Juarézovi peníze a vojenské posily. Mezitím pozice francouzské intervenční armády postupně oslabovala a utržila několik porážek. Ve stejné době se zájmy Napoleona III. změnily, musel se více zaměřit na Prusko, které si vítězstvím u Sadové zajistilo dominantní pozici ve střední Evropě. Zatímco Maxmilián požadoval od Francouzů další posily, Napoleon odvolal svoje vojáky z Mexika. Tím ztratil Maxmilián i císařství jakoukoliv politickou i vojenskou podporu a dostal se do situace, kdy musel prchat před republikány. V roce 1867 byl v Queretáru zajat a následně i přes protesty popraven.

## Období tzv. porfiriátu

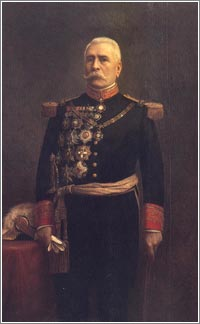
Porfirio Díaz (1830–1915) byl mexickým prezidentem (s jednou přestávkou mezi léty 1880–1884) od roku 1877 do roku 1911.

Znovu etablovaná liberální verze republiky se setkávala však během vlády Benita Juaréze i za vlády jeho nástupce prezidenta Lerdo Tejada s rostoucí opozicí ze strany velkostatkářů (majitelů haciend) a římsko-katolické církve. V roce 1876 došlo k převratu, který svrhl prezidenta Tejada, zastupující liberální zájmy Juarézova ražení. Prezidentem se stal v roce 1877 Porfirio Díaz, kterému, ač liberálovi, se zdařilo získat podporu konzervativních zástupců církve, velkostatkářů, armády a zahraničního (především amerického) kapitálu, který v této době intenzivně investoval v Mexiku do těžby nafty a stavby železnic. Církev opět získala vliv nad mexickým školstvím. Postupný návrat konzervativců k moci rovněž znamenal, že i nadále pokračovala nerovná distribuce půdy na mexickém venkově. Půda byla koncentrována v rukou majitelů haciend, zatímco kolem 95% obyvatel na venkově byli bezzemci. Tento problém se stal na počátku 20. století latentní rozbuškou a vedl ke zformování rolnické opozice, která postupně přerostla v ozbrojený odpor respektive rolnická povstání (1908). Díazovi se podařilo být v roce 1884 opět zvolen prezidentem republiky a tuto funkci potom vykonával za podpory konzervativních elit, volebních machinací a korupce až do roku 1911. Celkově byl Díaz prezidentem celkem 8 prezidentských období, takže byla jeho vláda prakticky diktaturou i když oficiálně se Díaz nechal vždy znovuzvolit. Celkem 27 let jeho nepřetržité vlády je nazýváno „porfiriát“.
Režim Porfirio Díaze byl spíše konzervativní ve smyslu politické ideologie a postojů, ale naopak liberální ve smyslu ekonomické politiky. Podporoval především příliv zahraničního kapitálu do země, rozvoj železnice a silnic a industrializaci země. Tento ekonomický pokrok byl ale vykoupen růstem sociálních nerovností, vyháněním rolníků z půdy, vzrůstajícím počtem industriálních dělníků pracujících za minimální mzdu 14 hodin denně. Sociální dopady těchto politik, společně s nástupem socialistického hnutí, vedly k bouřím či stávkám, které Díazův režim řešil pomocí represí. Hierarchický způsob vlády dával prezidentovi Díazovi pravomoci ve většině důležitých rozhodnutí a byl založen na síti klientských vztahů a kontaktů mezi lokálními elitami a centrem. Politická opozice byla v podstatě zakázána. Na začátku 20. století se ale proti Díazovi a jeho stoupencům postupně formovala nová liberální opozice podporovaná především liberály z řad intelektuálů a středních vrstev. V roce 1910 vyhlásil Díazův prezidentský protikandidát Francisco Madero v San Luis Potosí povstání proti Díazovi, který následkem toho v roce 1911 odstoupil z funkce prezidenta a následně opustil Mexiko.

## Mexická revoluce 1911–1917

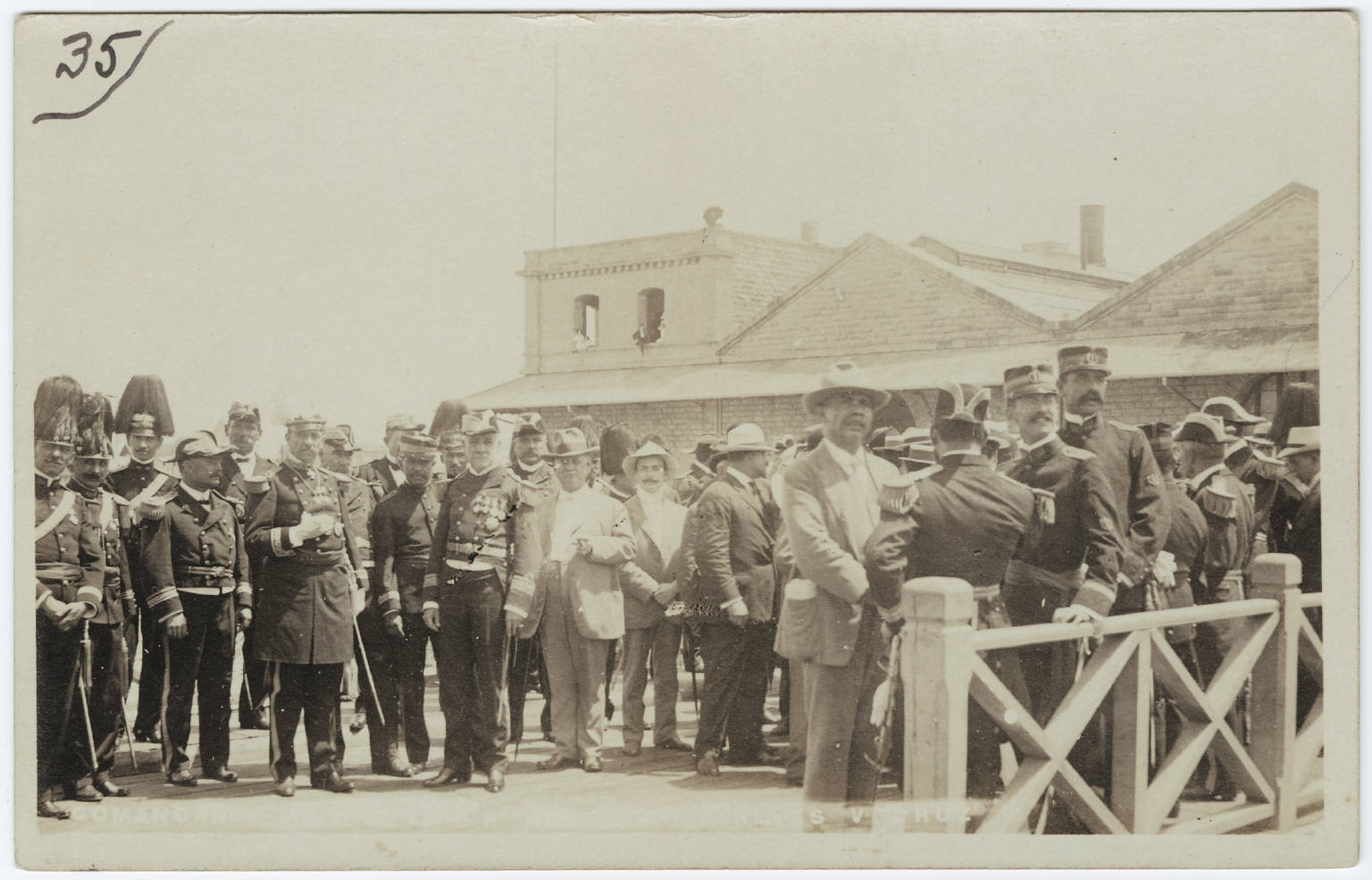
Momentka z mexické revoluce zachycuje starou porfiriofskou elitu.

Revoluce v Mexiku pramenila z všeobecné nespokojenosti se stárnoucím porfiriovským režimem. Od počátku se v rámci revoluce zformovalo několik společenských a politických skupin, které formulovaly svoje požadavky na společenskou změnu v zemi. Stoupenci Franciska Madery volali především po liberalizaci politického života v Mexiku a stavěli se proti pokračujícímu vlivu zahraničního kapitálu v zemi, který vlastnil stále větší díl národního bohatství Mexika. Na počátku tato skupina maderovských liberálů podpořila také nutnost nové distribuce dělby půdy na mexickém venkově. S radikálním způsobem změny v zemědělské držbě půdy potom přišli rolničtí vůdcové podpoření vlastními rolnickými vojenskými oddíly Emiliana Zapaty a Pancho Villy. Ti měli podporu v širokých venkovských vrstvách, ale také mezi mexickou inteligencí. Díky porfiriovské modernizaci se ale v Mexiku také zformovalo dělnické hnutí, které požadovalo zavedení lepších sociálních podmínek a práv a hned v roce 1912 zorganizovalo mexické dělnické odbory. Vedle těchto v podstatě revolučních složek společnosti tu ale byla armáda, která částečně podporovala politiku Madery (například generál Alvaro Obregón), ale částečně stála na straně konzervativních sil spojených s porfiriátem (například generál Victoriano Huerta). Tato konzervativní skupina měla podporu katolické církve, některých latifundistů a záhy také USA, které se obávaly Maderovy politiky vůči cizímu kapitálu v Mexiku.

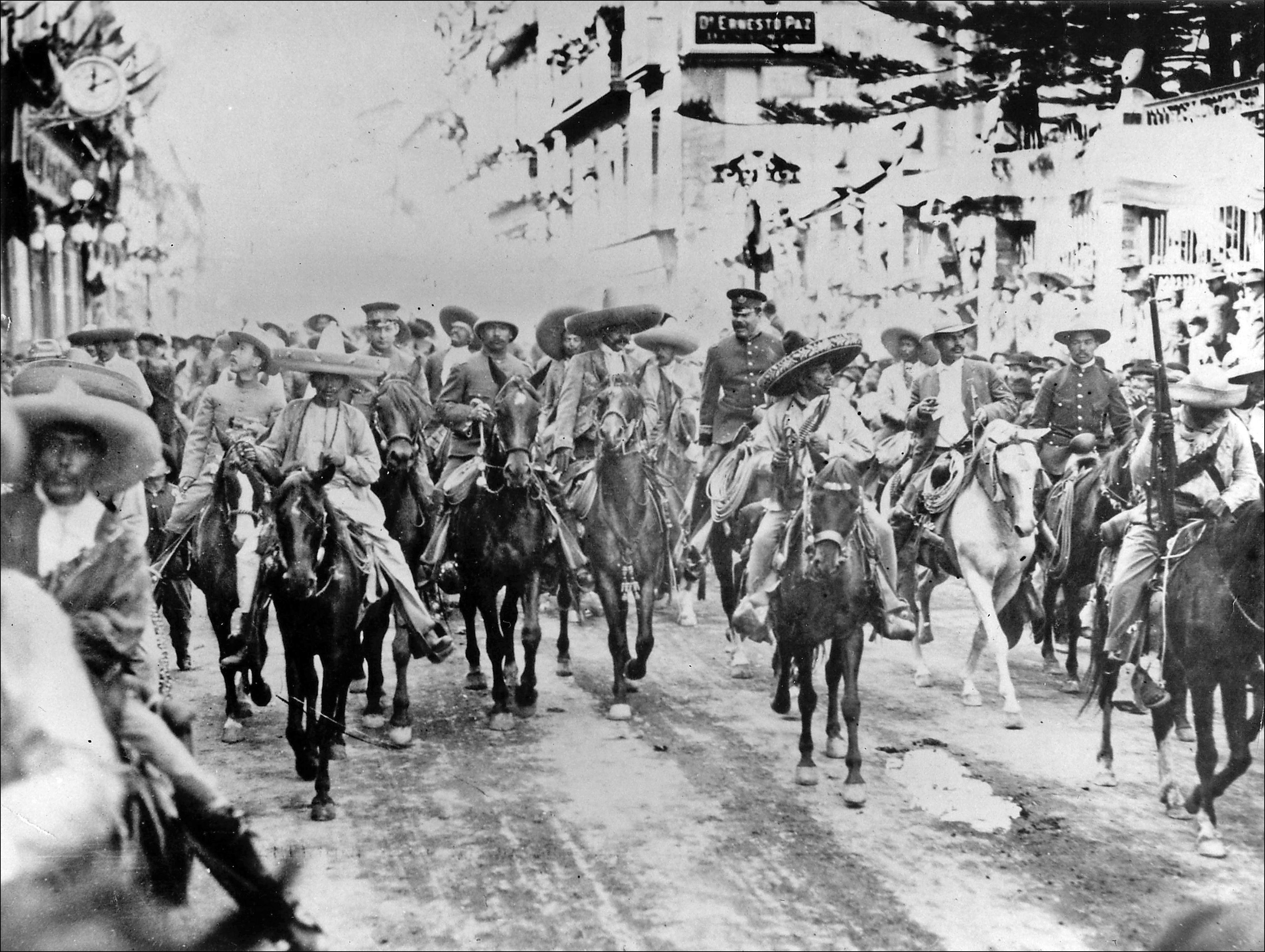
Pancho Villa a Emiliano Zapata v Ciudad de México (1914).

Po pádu porfiriátu se Francisco Madero záhy ocitl mezi dvěma mlýnskými kameny. Na jedné straně odmítl splnit radikální požadavky zemědělské reformy, kterou navrhovali Zapata s Villou. E. Zapata v Plánu z Ayaly obvinil Maderu ze zrady a žádal návrat půdy venkovským obščinám, které porfiriát systematicky likvidoval ve prospěch latifundistů, a přerozdělení půdy 2/3 latifundií do rukou rolníků, kteří na ní pracují. Plán z Ayaly byl samozřejmě negativně přijat v řadách mexických latifundistů a majetných středních vrstev. Na druhé straně vznikla proti Maderovi pravicová skupina velkých latifundistů a konzervativců, kteří získali podporu USA.
Když se během roku 1912 také ve špičkách mexické armády projevovala stále větší nespokojenost s Maderou a jeho vládou, předznamenalo to Maderův konec. Na začátku roku 1913 byl Madera zatčen a na rozkaz velitele spiklenců generála Victoriana Huerty popraven. Ten v podstatě násilně usurpoval moc a vytvořil reakční vládu složenou z latifundistů, generálů a představitelů vysokého kléru.

### Vláda generála Victoriana Huerty (1913–1914)
Huertův režim zahájil represivní akce proti dělnickým odborům a postavili se proti němu samozřejmě oba rolničtí vůdci Zapata a Villa. Vedle toho ale Huertovu diktaturu odmítli tzv. konstitucionalisté vedení guvernérem státu Coahuila Venustianem Carranzou a část armády pod vedením generála Alvara Obregóna. Tzv. Plánem z Guadalupe Carranza odmítl Huertovu diktaturu a postavil se do čela tzv. Konstitucionální armády. Carranzovo postaveni pak uznali i rolničtí vůdcové a Carranza se snažil vyjít jejich požadavkům vstříc návratem některé půdy občinám a zajistit si tak jejich další podporu. Když Huerta začal hledat podporu u Velké Británie a odvracel se stále více od USA, Spojené státy v roce 1914 poslaly vojenskou intervenci do města Veracruzu, jež měla oficiálně chránit zájmy amerických občanů v Mexiku. Americká intervence vzbudila v Mexiku a celé Latinské Americe značný odpor a přispěla k většímu sjednocení Huertových oponentů. V polovině července roku 1914 musel Huerta odstoupit a odejít ze země.

### Prozatímní vláda Venustiana Carranzy (1915–1917)
Po odchodu Huerty se do určité míry opakovala situace z doby Maderovy. Carranza odmítl splnit radikální požadavky Villy a Zapaty na celkovou zemědělskou reformu, což vedlo ke vzniku dalšího konfliktu mezi Carranzou s Obregónem a rolnickými vůdci. Zatímco Carranza a Obregón měli pod kontrolou Veracruz, Zapata a Villa obsadili hlavní město Mexiko. Kompromisní zemědělský zákon z roku 1915 navržený prozatímní vládou zaváděl navrácení půdy obščinám, ale stejně tak dával latifundistům dostatečný prostor pro právní manévrování. Nicméně značně oslabil postavení Zapaty i Villy, kteří ztratili kontrolu nad hlavním městem. Ve stejné době pak Carranza jako představitel prozatímní vlády zahájil strategii smiřování se s dělnickým hnutím. Dělnickým vůdcům slíbil nové sociální zákony a ochranu pracujících, garantoval rozšíření odborů a podpořil vznik tzv. rudých pluků, které využil v boji proti rolnickým vojenským jednotkám Zapaty a Villy.

### Nová mexická ústava z roku 1917
1. prosince 1916 se ve městě Querétaru sešel mexický parlament respektive zákonodárné shromáždění, jehož hlavním úkolem bylo shodnout se na nové ústavě státu, jež měla právně podložit některé z výdobytků revoluce a v důsledku toho stabilizovat mexickou společnost na bázi širšího společenského smíru. Jednání nicméně charakterizoval konflikt mezi umírněnějšími zástupci bohatých středních vrstev, podnikatelů a latifundistů s představiteli radikálnější inteligence, dělnictva a rolníků. Ústava přijatá v roce 1917 ale nakonec patřila k těm nejmodernějším ve své době.
Ústava z roku 1917 se tak dotkla všech tří hlavních témat mexické revoluce: zemědělské otázky, dělnické otázky a postavení mezinárodního kapitálu a investic v Mexiku.
- V prvním bodě týkajícím se zemědělské otázky ústava ustanovila částečné přerozdělení půdy latifundistů ve prospěch malých rolníků a navrátila půdu obščinám.
- Ve druhém bodě, který se dotýkal dělnické otázky ústava garantovala osmihodinovou pracovní dobu a šestidenní pracovní týden, stanovila minimální mzdu, stejnou odměnu za stejnou práci, zakazovala práci dětí, legalizovala odbory a dávala omezené právo na stávku.[12]
- Ve třetím bodě ústava z roku 1917 prohlásila půdu a nerostné bohatství země za národní majetek a zakazovala jejich další nabývání cizinci.[13]

## Mexiko po revoluci 1917–1930

### Vláda Venustiana Carranzy (1917–1920)
Celkem sedm let trvající revoluce, která přešla v občanskou válku Mexiko velmi oslabila, a to nejenom vnitropoliticky, ale také v zahraničí a ekonomicky. Důsledky občanské války se projevily na počtu obyvatelstva země. V roce 1910 žilo v Mexiku 15 160 000 obyvatel, ale v roce 1920 to bylo 14 344 000 obyvatel (pokles o 825 000). Revoluce sice změnila sociální strukturu vládnoucích vrstev společnosti – oslabila tradiční moc latifundistů, církve i zahraničního kapitálu ve prospěch domácích středních vrstev, zároveň ale přispěla k redistribuci půdy a majetku z rukou latifundistů do rukou nových elit a postavila základ pro budoucí pozemkovou reformu, ke které ale Carranzova vláda začala přistupovat liknavě. Mexický průmysl a těžba rovněž stagnovaly. K ještě hlubší krizi přispěly nastupující hospodářská krize, která již kolem poloviny 20. let pomalu postihovala USA, a samozřejmě také dlouhodobý spor s zahraničním kapitálem v zemi.
Situace v zemi se ani po roce 1917 nestabilizovala, ale naopak se projevovala násilím na venkově, které bylo spojeno s hrstkami bandaleros a poražených reakčních jednotek. Centrální vláda pak měla jen málo prostředků, jak situaci dostat pod kontrolu, a to hlavně proto, že komunikace a doprava utrpěly během bojů velké škody. Carranzo se také mnohem více zaměřil na likvidaci svých největších vyzyvatelů, kterými byli rolničtí vůdci požadující znovu a znovu radikální a bezodkladné zavedení pozemkové reformy. Během kampaně v roce 1919 byl zabit Emiliano Zapata, čímž se vládě podařilo získat kontrolu nad státem Morelos.
Zatímco byl Carranzův přístup k provádění pozemkové reformy a řešení problému venkova pomalý, Carranza se snažil omezit vliv a moc zahraničních společností a investic v Mexiku. Hned v roce 1918 vláda přistoupila k přeregistraci majetkového vlastnictví, k zavedení poplatků za těžbu a nových licencí k těžbě. Tyto kroky postihovaly zahraniční společnosti finančně a podkopávaly jejich postavení v zemi. Většina kapitálu pocházela z USA a Velké Británii a obě vlády sledovaly postup Carranzovy vlády nelibě. Díky neuskutečněné reformě na venkově, která představovala potenciální nebezpečí další radikalizace venkova, měl Carranza doma stále větší opozici. Tu vedl jeho bývalý spolupracovník generál Álvaro Obregón. Obregón kandidoval v roce 1920 jako protikandidát na úřad prezidenta, a to proti Carranzově kandidátovi. Z obav před volebními manipulacemi Obregón uskutečnil vojenský převrat, během kterého byl Venustiano Carranza v květnu 1920 zavražděn.

### Vláda Álvara Obregóna (1921–1924)
Álvaro Obregón se opíral o relativně silnou politickou koalici. Velkou politickou sílu mu dávala podpora venkova, jelikož jeho hlavním bodem bylo provedení slíbené pozemkové reformy, ve kterém postupoval mnohem rychleji a úspěšněji než Carranza. Daleko větším problémem Obregónova prezidentského termínu v letech 1921–1924 se stal spor se zahraničními společnostmi v Mexiku, který vyústil jednak ve zostření vztahů mezi USA a Mexikem a dále v masové propouštění mexických dělníků. Vztahy mezi Mexikem a USA byly především v letech 1921 až 1923 velmi špatné. Nakonec se Obregónově vládě podařilo vyjednat s USA kompromis, dohodnout splácení svého dluhu vůči USA a přesvědčit USA, aby uznaly svrchovanost Mexika nad svým nerostným bohatstvím. Mexiko se tímto krokem dostalo z mezinárodní izolace.
V roce 1923 ale začal spor se Svatým stolcem, který otevřeně kritizoval náboženskou a vzdělávací politiku Obregóna. Římsko-katolické církvi byla trnem v oku mexická ústava z roku 1917, která konstitučně uzákonila oddělení státu a církve, omezovala přístup církve do oblasti školství a k movitému majetku. Církev se pokoušela získat si politický vliv kampaní na venkově a dokonce mezi dělnickými odbory. Především na venkově se v důsledku toho zformovaly jednotky tzv. cristeros. Konflikt s Vatikánem pokračoval i v době vlády Obregónova nástupce prezidenta Plutarco Elíase Callese. V posledním Obregónově roce se projevila síla politické opozice a došlo k pokusu o puč pod vedením některých generálů. Vzhledem k tomu, že pučisty podporoval britský kapitál, USA podpořily Obregóna a puč byl potlačen. Prezidentem se v roce 1924 stal Obregónův spolupracovník Calles.

### Vláda Plutarca Elíase Callese (1924–1928)
Nová vláda prezidenta Callese se musela potýkat s řadou zděděných problémů. Byl to spor se Svatým stolcem, krmený ostře proticírkevním kurzem Callese (včetně některých případů vládní perzekuce katolíků), vedoucí mimo jiné k radikalizaci ozbrojených cristeros (počeštěně kristeros) na venkově. Další problém představoval spor se zahraničními společnostmi, vedoucí k přerušení vztahů s USA, a také pokusy o puč ze strany některých generálů. Calles se od začátku zaměřil na rychlejší postup pozemkové reformy na venkově, na oživení a podporu mexického průmyslu a na zlepšení komunikací v zemi. Opíral se přitom o střední vrstvy a odbory. Když v roce 1925 jeho vláda vyhlásila nový program koncesí pro zahraniční společnosti v oblasti těžby nerostného bohatství a dobu trvání omezila na 50 let, reagovala vláda USA přerušením diplomatických styků, které trvalo do roku 1928, kdy byl zákon odvolán. Ostře proticírkevní politika Obregóna a Callese, jejímž jádrem byla snaha prosadit radikální verzi odluky církve od státu v podobě státní kontroly nad církví, vedly k vypuknutí spontánního povstání cristeros v některých státech Mexika. Během let 1927–1929 přerostlo povstání v další fázi občanské války, v rámci které docházelo k četným násilnostem na obou stranách konfliktu. Násilnosti se dotkly v některých případech také katolického kléru. Callesova proticírkevní politika ještě přiostřila spor se Svatým stolcem a jeho vláda přistoupila k vyhoštění některých podle jejího názoru nejradikálnějších představitelů kléru ze země. Politická reakce, která měla největší podporu mezi latifundisty, konzervativními katolíky a částí armády, se pokusila zorganizovat další puč proti Callesovi a Obregónovi, jenž v roce 1928 znovukandidoval na funkci prezidenta. Puč však nebyl úspěšný a Obregón byl znovuzvolen prezidentem Mexika na období v letech 1929–1932, nicméně v červenci roku 1928 jej zavraždil militantní katolík José de Léon Toral.

### Konec období caudillů a nástup Mexické revoluční strany (1928–1930)
Porevoluční období bylo v Mexiku charakterizováno vládou několika silných osobností či caudillů V. Carranzy, Á. Obregóna a P. E. Callese, jejichž autorita byla několikrát zpochybněna pokusy o vojenské puče, organizované konzervativním křídlem mexické armády. Armáda obecně zasahovala do politické oblasti výrazným způsobem. Nejvýznamnější představitel mexické politiky 20. let Á. Obregón byl generálem a k moci se dostal v podstatě vojenským pučem. Hodnost generála měl i jeho nástupce Calles. S Obregónovým zavražděním ale v podstatě skončila etapa tradičních caudillů, i když caudillovský princip (caudillismus) zůstal zachován. Odstupující prezident P.E. Calles slíbil ve svém posledním projevu národu vládu institucí a nikoliv caudillů. Součástí této politiky bylo nutně také omezení moci armády v zemi. V důsledku smrti Obregóna se prozatímním prezidentem stal Emilio Portes Gil (jež musel čelit dalšímu vojenskému puči v roce 1929) a samotný Calles se oficiálně stáhl do ústraní, i když si stále udržoval značný politický vliv. V roce 1929 byla založena Národní revoluční strana (španělsky: Partido Nacional Revolucionario), která v roce 1930 postavila poprvé svého prezidentského kandidáta, kterým byl Pascual Ortiz Rubio.

## Caudillismus bez caudilla: Mexiko v přechodném období v letech 1930–1935
I přes svůj ústup z oficiálních státních funkcí, založení politické strany a postavení nového prezidentského kandidáta do voleb, si Plutarco Elías Calles zachovával stále velký vliv na politiku v zemi. Doba mezi roky 1928 až 1935 je často označována jako tzv. maximato (maximát), protože si Calles dal nový titul Jefe Maximo (nejvyšší šéf či vůdce) mexické politiky. Konečně bylo skutečností, že všichni tři prezidenti po roce 1928, Gil, Ortiz Rubio i Abelardo Rodríguez (prezidentem 1932–1934) byli pod Callesovým vlivem. V roce 1934 si Calles vybral jako svého dalšího prezidentského kandidáta Lázara Cárdenase, který byl už v době konstitucionální války jeho spolupracovníkem. Maximato představoval systém vlády, který tak v podstatě počítal s caudillovským typem politiky, ale byl oficiálně zastíněn existencí politické strany, která nominovala své kandidáty na úřad prezidenta. Callesova moc tak byla nejen značná,ale i nadále reprodukovala starý caudillovský princip známý už z doby Porfiria Díaze.

## Transformace Mexika za vlády Lázara Cárdenase v letech 1934–1940
Lázaro Cárdenas se stal prezidentem v roce 1934 a je považován za jednoho z nejvýznamnějších politiků mexické historie. V podstatě je možné říci, že až za jeho vlády došlo k naplnění politických cílů mexické revoluce a k fundamentálnější transformaci mexické společnosti. Cárdenas nastupoval do úřadu jako Callesův kandidát, avšak záhy se ukázalo, že Callesův odhad byl mylný. Cárdenas zcela očividně nehodlal být Callesovou loutkou. Během roku 1935 tak vypukl mezi Callesem a Cárdenasem otevřený konflikt, Cárdenas využil své pozice k tomu, aby postupně odvolal z funkcí Callesovy zastánce a Callesa tak politicky izoloval. V roce 1936 byl Calles obviněn z politické sabotáže a poslán do exilu v USA. Následně získal Cárdenas a jeho stoupenci kontrolu nad Národní revoluční stranou, která byla v roce 1938 přejmenována na Mexickou revoluční stranu (španělsky: Partido Revolucionario Mexicano). Do čela strany postavil Cárdenas na příště své blízké spolupracovníky. Kontrola nad hlavní politickou stranou v zemi šla ruku v ruce se získáním kontroly nad dalšími politickými institucemi: kongresem, guvernéry států a konečně armádou.
Šest let prezidentského termínu Lázara Cárdenase změnilo mexickou společnost a nově zformovalo politický systém Mexika, který pokračoval v této základní podobě až do 80. let 20. století. Základními rysy této společenské a politické transformace byly:
- Urychlení a dovršení pozemkové reformy na venkově, která patřila k hlavním požadavkům revoluce a byla zakotvena v ústavě z roku 1917. Avšak až do roku 1934 byli majitelé latifundií a haciend stále privilegování a ze strany vlády tolerováni. Po roce 1935 se ale pozemková reforma začal dotýkat i těch největších a nejvlivnějších velkostatkářů a haciend, takže až Cárdenasův režim učinil konec s dosavadní totální dominancí velkých v podstatě postkoloniálních haciend. Na 800 tisíc rodin dostalo nově půdu a zaveden byl systém tzv. ejid.[19] Ejida představovala způsob kolektivního užití obecní půdy, kterou sice členové ejida nevlastnili ale měli právo na ní hospodařit. Toto právo jim zaručovala federální vláda. Tento systém existoval v Mexiku až do roku 1991. Cárdenasovský politický systém si tak zaručil velkou podporu na venkově, kterou od roku 1938 institucionálně představovala tzv. Národní rolnická konfederace.
- Znárodňovací politika, která měla opět oporu v ústavě z roku 1917 a dotýkala se nejprve železnic a následně především ropného průmyslu v roce 1938. Tento krok vedl k dalšímu konfliktu se zahraničními investory a také s vládou USA. Mexiko následně vyplatilo odškodné a byl založen státní monopol na těžbu ropy Petroleos Mexicanos (zkráceně PEMEX).
- Nový důraz na sociální a vzdělávací politiku aktivního státu směřovanou do širokých vrstev obyvatelstva, která byla částečně inspirována socialistickými myšlenkami a měla vztah k Rooseveltovu Novému údělu.[20] Cárdenismus se snažil tímto způsobem aktivně zapojovat širší vrstvy do politické participace, jelikož v nich viděl oporu režimu.

Cárdenasova transformace vedla k monopolizaci vlády jednou politickou silou, kterou představovala až do roku 2000 Mexická revoluční strana (od roku 1946 přejmenována na Revoluční institucionální stranu (španělsky Partido Revolucionario Institucional, PRI). Hodnocení Cárdenasovy politiky je dnes viděno značně ambivalentně. Na jedné straně stál Cárdenas u zrodu tzv. mexického zázraku, který za třicet let zlepšil ekonomickou a sociální situaci v zemi a pomohl stabilizovat porevoluční společnost a do značné míry vytlačit armádu z politiky. Na druhou stranu je často kritizován za 'kvasibolševismus' či pro-stalinské postoje (a to přes to, že podporoval Trockého) a za zrod systému vlády jedné strany.

## 'Mexický zázrak' 1940–1970
Bezprostřední Cárdenásův nástupce v úřadě prezidenta Manuel Avila Camacho (1940–1946) navázal a pokračoval v politice svého předchůdce, která se zaměřovala na vnitřní ekonomický rozvoj a modernizaci, v nichž hrál ústřední roli aktivní stát. Ústředními faktory této modernizace byly kooperace státu a soukromých firem, industrializace založená na principu substituce dovozu, korporativní způsob řešení dělnické nebo rolnické nespokojenosti a podpora růstu nových středních tříd. Tato modernizační politika byla podpořena rychlou urbanizaci a růstem počtu obyvatelstva Mexika. Tato modernizační politika Mexika zapadala do celosvětového trendu rekonstrukce a rozvoje vyhlášeným Trumanovou administrativou v roce 1949 pro tzv. Třetí svět.
Po druhé světové válce (1947) byla založena Nacional Financiera – mexická banka pro rozvoj, která zajišťovala mezinárodní půjčky a dozírala na jejich využití. Za vlády prezidenta Miguela Alemána (1946–1952) se důraz na modernizaci Mexika ještě zvětšil a získal novou dynamiku. Ve stejné době bylo Mexiko politicky stabilizováno, mělo slabou politickou opozici a postavení vládní PRI bylo téměř neotřesitelné. Vláda přijala v rámci těchto strategii také řadu rozhodnutí, která měla ochranářský charakter pro místní produkci, zaručovala aby zisky zůstávaly doma a neodcházely do zahraničí a konečně zaručovala sociální ochranu pracujících. V oblasti zemědělství se začal důraz klást na velkovýrobu, založenou na moderních technologiích, jež zaručovaly větší výnosy než tradiční forma zemědělství. Na druhou stranu ale růst obyvatelstva na venkově, nedostatek půdy a zmenšující se výnosnost vedly ke stěhování do měst a k rapidní urbanizaci, se všemi negativními dopady na zdraví a ekologii těchto rychle rostoucích měst. Klíčový průmysl v Mexiku byl v rukou státu, ať se jednalo o rozvojovou banku, naftařský průmysl nebo oblast dopravy a komunikací.
Za tři desetiletí těchto ekonomických a sociálních politik vykazovalo Mexiko velmi pozitivní makroekonomická čísla. Hrubý roční růst země byl kolem 6,5 % během let 1940–1970. V oblasti průmyslu šlo o 8 % a v zemědělství o 2,4 %.

### Mexiko v roce 1968

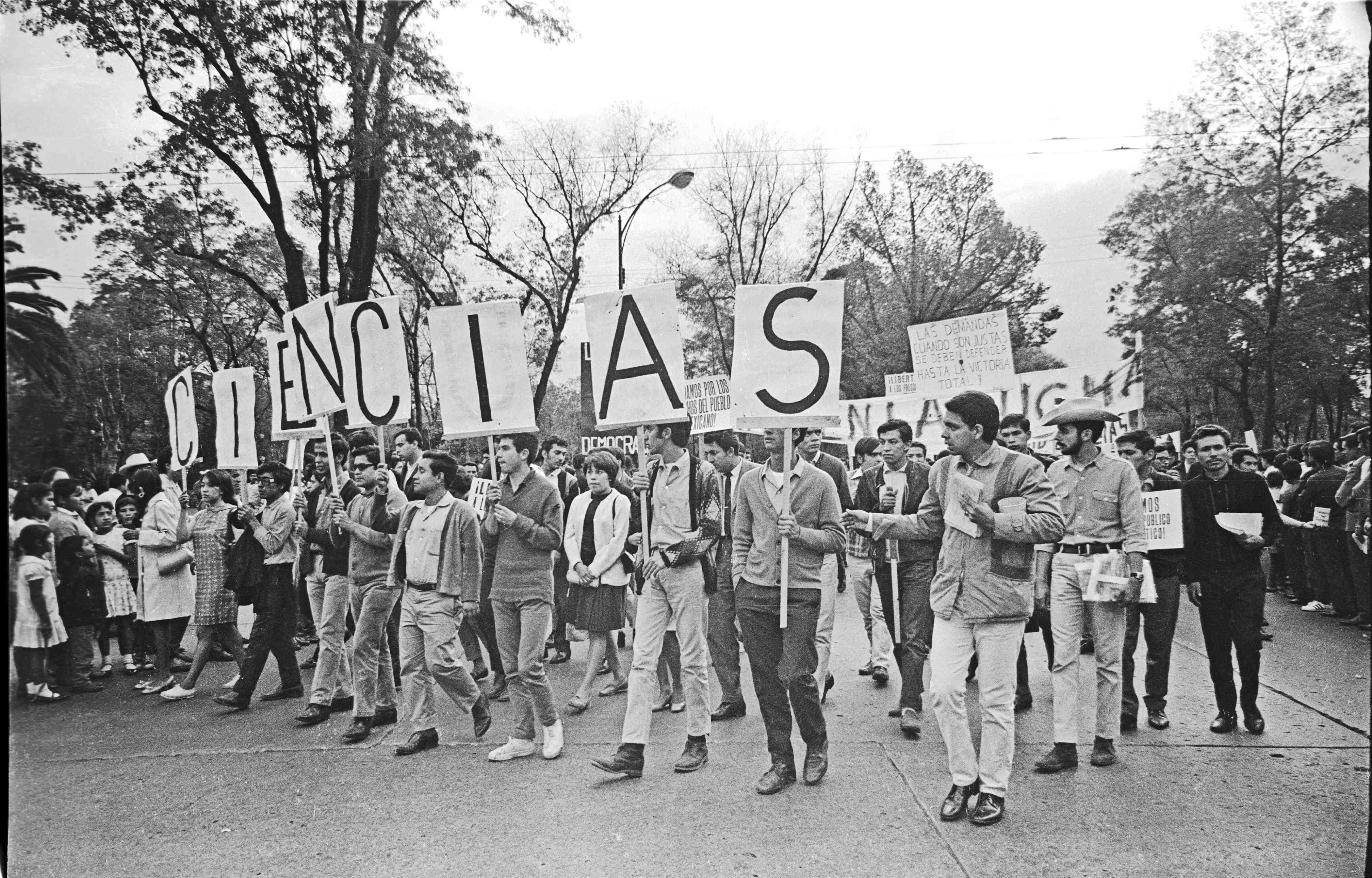
studentská demonstrace v Mexico City, 13. srpna 1968

V roce 1968 se v Mexiku jako v první zemi tzv. Třetího světa konaly olympijské hry, které měly mimo jiné přispět k celosvětové prestiži 'mexického zázraku'. Podobně jako v USA, Francii nebo v Československu byl rok 1968 také vyvrcholením politicko-sociální krize, která byla i v Mexiku spojena se studentským hnutím. Mladá generace kritizovala dosavadní korporativní systém vlády PRI, který v mnohém omezoval svobodu slova a používal různé druhy korupce a klientelismu k udržení plné kontroly nad zemí. Cílem mexického studentského hnutí byla mezi jiným více otevřená společnost a reforma politického systému v zemi.
Sílící manifestace a demonstrace studentů těsně před konáním olympijských her vedly ke značné nervozitě vládnoucích kruhů. Mexická národní autonomní univerzita (UNAM) byla od září okupována armádou. Když se 2. října 1968 v mexickém hlavním městě sešlo na deset tisíc studentů k dalším protestům mimo jiné pod heslem ¡No queremos olimpiadas, queremos revolución! (Nechceme olympiády, chceme revoluci!), mexická vláda přizvala armádu a policii, která shromáždění násilím rozpustila. Během tzv. masakru v Tlatelolku padlo za oběť vládní represi oficiálně více než 20 lidí, stovky dalších byly zraněny a další stovky zatčeny. Vláda incident označila za výsledek provokací ze strany studentů. Skutečný počet mrtvých ale není dodnes znám ale hovoří se o čísle mezi 200 až 300 lidmi.

## Konec mexického zázraku: Mexiko v letech 1970–1994
Krize z roku 1968 nebyla jenom projevem nespokojenosti mladé generace s vývojem v zemi, ale byla ukázkou toho, že doposud existující model společenského a politického vývoje přestal vyhovovat potřebám země. Nový prezident Luis Echevaría se snažil mezi roky 1970–1976 o obnovení důvěry veřejnosti pomocí zvýšené hospodářské role státu ve veřejném sektoru a pomocí expanze veřejného sektoru vůbec. V době Echevaríovy vlády se zdvojnásobil počet státních podniků. Další prezident José Lopéz Portillo pak v letech 1976–1982 pokračoval v tomto v podstatě populistickém trendu. Do Mexika v této době přicházelo velké množství peněžní hotovosti, a to v souvislosti s boomem těžby ropy, a většina z těchto příjmů byla investována do velkorysých veřejných projektů a do tzv. sdíleného rozvoje Mexika, v rámci kterého zůstával mexický stát ústředním motorem hospodářství země. Tyto politiky představovaly snahu, jak se vyhnout politickým reformám a udržet stále více byrokratický a neefektivní stát se silným prezidentským režimem a v podstatě jednou vládní stranou i po krizi roku 1968. Ve stejnou dobu ale muselo politické vedení Mexika čelit stále větší krizi na venkově, které narušovala vztahy mezi venkovem a Národní konfederací rolníků, a dotýkala se sociální situace venkově stejně jako příjmů ze zemědělské činnosti. Vláda Lopéze Portilla proto zavedla nový program Mexický agrární systém (MAS), který měl za vládních dotací podpořit potravinovou soběstačnost Mexika. Přes tyto snahy a nárůst dotací venkova se ale problém venkova nedařilo řešit a konečně devalvace mexického pesa vůči dolaru v roce 1982 krizi ještě prohloubila.
Během obou prezidentských termínů došlo k dalšímu mezinárodnímu zadlužení Mexika. V roce 1970 byl veřejný zahraniční dluh Mexika 4,26 miliard amerických dolarů. Na konci vlády Lopéze Portilly (v roce 1982) se ale jednalo o částku 58,87 miliard dolarů. Jenom na úrocích ze zahraničních dluhů muselo Mexiko zaplatit v roce 1982 14 miliard dolarů. V této době se už Mexiko ocitlo uprostřed celkové hospodářské krize. Odstupující prezident Lopéz Portillo musel přistoupit v důsledku devalvace pesa o 500% a zvyšující se inflaci v zemi ke zestátnění všech významných bank.
Hospodářská krize v roce 1982 mimo jiné ukázala na nutnost politické reformy, která by umožnila participaci dalších politických stran a aktérů v rozhodovacích procesech. Byrokratický centralismus byl v rámci těchto pozvolných reformních změn opouštěn ve prospěch více federativního uspořádání. Ke změnám došlo také v oblasti regionálního politického zastoupení. Nicméně i přesto zůstávala PRI i během 80. let 20. století nejsilnější politickou stranou. Ukázalo se jako nutné nově reorganizovat vztahy a role veřejného a soukromého sektoru v hospodářství země. Prezident Miguel de La Madrid (1983–1989) se snažil zlepšit hospodářskou situaci země například přílivem nových investic a drastickým škrtáním státních výdajů. Tyto reformy narážely na odpor u ultranacionalistického a na stát orientovaného křídla PRI, která se částečně fragmentovala. Tradiční opozice (Partido de Acción Nacional: PAN) byla v Mexiku posílena a silnou podporu získala během 80. let 20. století také levice (FDN).
Za vlády prezidenta Carlose Salinase de Gortari (1989–1994) se hospodářská politika vlády dá označit za umírněně neoliberální. PRI pod vedením Salinase byla v této době schopna dojít ke kompromisům s politickou opozicí (PAN) napravo od politického středu. Salinas přistoupil k privatizaci a deregulaci mexického hospodářství s cílem zmenšit zahraniční dluh země a přilákat nové zahraniční investory. Salinas také vyhlásil například Národní program solidarity (PRONASOL), v rámci kterého měla být snížena chudoba, posílena politická participace a zavedeny podpůrné granty pro ty nejchudší vrstvy na venkově a ve městech. Vrcholem Salinasovy hospodářské politiky bylo přistoupení Mexika do Severoamerické dohody o volném obchodu (NAFTA) v roce 1994.
Přistoupení Mexika do NAFTA se stalo bezprostředním důvodem k zapatistickému povstání ve státě Chiapas, kde Zapatistická armáda národního osvobození (Ejército Zapatista de Liberación Nacional: EZLN) vyhlásila válku mexickému státu. Povstání, stejně jako celé zapatistické hnutí, byly následkem celé řady nevyřešených problémů indiánského venkova. Zapatisté se hlásí k radikálnímu výkladu výsledků mexické revoluce, která podle jejich názoru nebyla PRI naplněna především ve vztahu k indiánskému obyvatelstvu země. Povstání v lednu roku 1994 skončilo vojenským střetem s mexickou armádou, která povstalce zatlačila do hor. V této situaci přistoupila vláda k jednání s povstalci, se kterými se podařilo uzavřít příměří a následně v roce 1996 dohodu ze San Andrés, která garantovala autonomii a zvláštní práva pro indiánské obyvatelstvo.

## Mexiko od roku 1995

Logo NAFTA

Posledních dvacet let dějin moderního Mexika je možné charakterizovat jako dobu přechodu od státem řízeného hospodářství (nikoliv ale ve smyslu bývalých zemí RVHP) k tržnímu hospodářství se všemi pozitivy a negativy, který takový přechod představoval pro v podstatě stále postkoloniální společnost. V tomto smyslu se stalo přistoupení Mexika do NAFTA faktickým i symbolickým výrazem těchto dalekosáhlých změn. Tyto hospodářské změny byly doprovázeny politickými reformami, které znamenaly postupné oslabování sociálně-demokraticky orientované PRI a posilování pravicové opozice představované PAN. Tento trend vyvrcholil v roce 2000 zvolením prvního prezidenta z opoziční strany od roku 1930.
Přistoupení Mexika k hospodářskému bloku severoamerických ekonomik NAFTA na jedné straně posílilo hospodářskou pozici a možnosti Mexika, na druhou stranu vedlo k větší provázanosti a závislosti Mexika na vývozu do USA. Například v roce 1999 vyváželo Mexiko 89.3% svého exportu do USA. Stejně tak jsou USA pro Mexiko největším zdrojem zahraničních investic i zdrojů z turismu. Sociálně se Mexiko ale i během 90. let potýkalo s prohlubujícími se nerovnostmi, ilustrovanými například stále pokračující migrací obyvatelstva z vesnic do měst a dále vlnou migrací z Mexika do USA. Tato situace vedle k pokračujícímu nekontrolovanému růstu městských aglomerací především v oblasti hlavního města Mexika a na severu země (např. Monterrey).
Politické reformy, vedoucí k větší otevřenosti a svobodě politické soutěže v zemi, byly z velké části prováděny za vlády prezidenta Ernesta Zedilly mezi roky 1994–2000. Zedilla se snažil očistit PRI od negativní minulosti spojené například s veřejností zpochybňovanými volbami v roce 1988. Tyto reformy vedly paradoxně ke ztrátě politické hegemonie PRI. V roce 2000 byl zvolen prezidentem Mexika Vicente Fox Quesada z opoziční konzervativní strany PAN (Partido de Acción Nacional), jehož kabinetu se podařilo v některých oblastech hospodářství Mexiko na čas stabilizovat, ačkoliv se Mexiko potýkalo například s rostoucí nezaměstnaností. K poměrně kritizovaným politikám Foxovy administrativy patřila nová zahraničně-politická orientace na Spojené státy a podpora politiky George W. Bushe. Součástí této politické orientace bylo také řešení nelegální mexické imigrace do USA, kterou se Foxova administrativa snažila snížit.
Otázku zapatistického povstání proti centrální vládě ve státě Chiapas nebyla zcela vyřešena žádnou vládou po roce 1994. Poslední prezident z PRI Ernesto Zedilla se pokoušel o další jednání s povstalci, kteří si získali mezinárodní podporu a pozornost. Od roku 1994 byla mexická armáda přítomna na území státu Chiapas. Ani první prezident z opoziční PAN Vicente Fox nenašel se zapatisty takový kompromis, který by vedl k ukončení jejich konfliktu s centrální vládou.
V roce 2006 byl v prezidentských volbách zvolen prezidentem Mexika další kandidát pravicové PAN Felipe Calderón. Jeho těsný volební výsledek s protikandidátem Andrésem Manuelem Lópezem Obradorem z PRD (Partido de la Revolución Democratica) vyvolal v Mexiku kontroverze. Calderónovo volební vítězství o 0,56% hlasů bylo ale nakonec vyhlášeno Federálním volebním tribunálem jako oficiální výsledek voleb v roce 2006. Calderónově administrativě tak připadlo řešení dopadů finanční krize, která na Mexiko dopadla tvrdě především v souvislosti s jeho závislostí na exportu do USA. Od roku 2008 se v Mexiku dramaticky zintenzívnila drogová válka mezi státem a drogovou mafií respektive skupinou drogových kartelů.
1. července 2020 vstoupila v platnost nová Dohoda USA–Mexiko–Kanada (USMCA), která nahradila úmluvu NAFTA.